# Milltown (comté de Kildare)
Pour les articles homonymes, voir Milltown.
Milltown (en irlandais, Baile an Mhuilinn, "ville du moulin") est un village du comté de Kildare, en Irlande.
Il se situe dans le townland du même nom, dans la paroisse civile de Feighcullen.
Il se trouve à 7 km de Newbridge, sur la route R415 entre Allenwood et Crookstown.

## Évolution démographique
Au recensement de 2002, le village comptait 271 habitants, en 2006 il avait baissé de 10.7% à 242 habitants. En 2016, la population du village de Milltown se montait à 344 habitants.

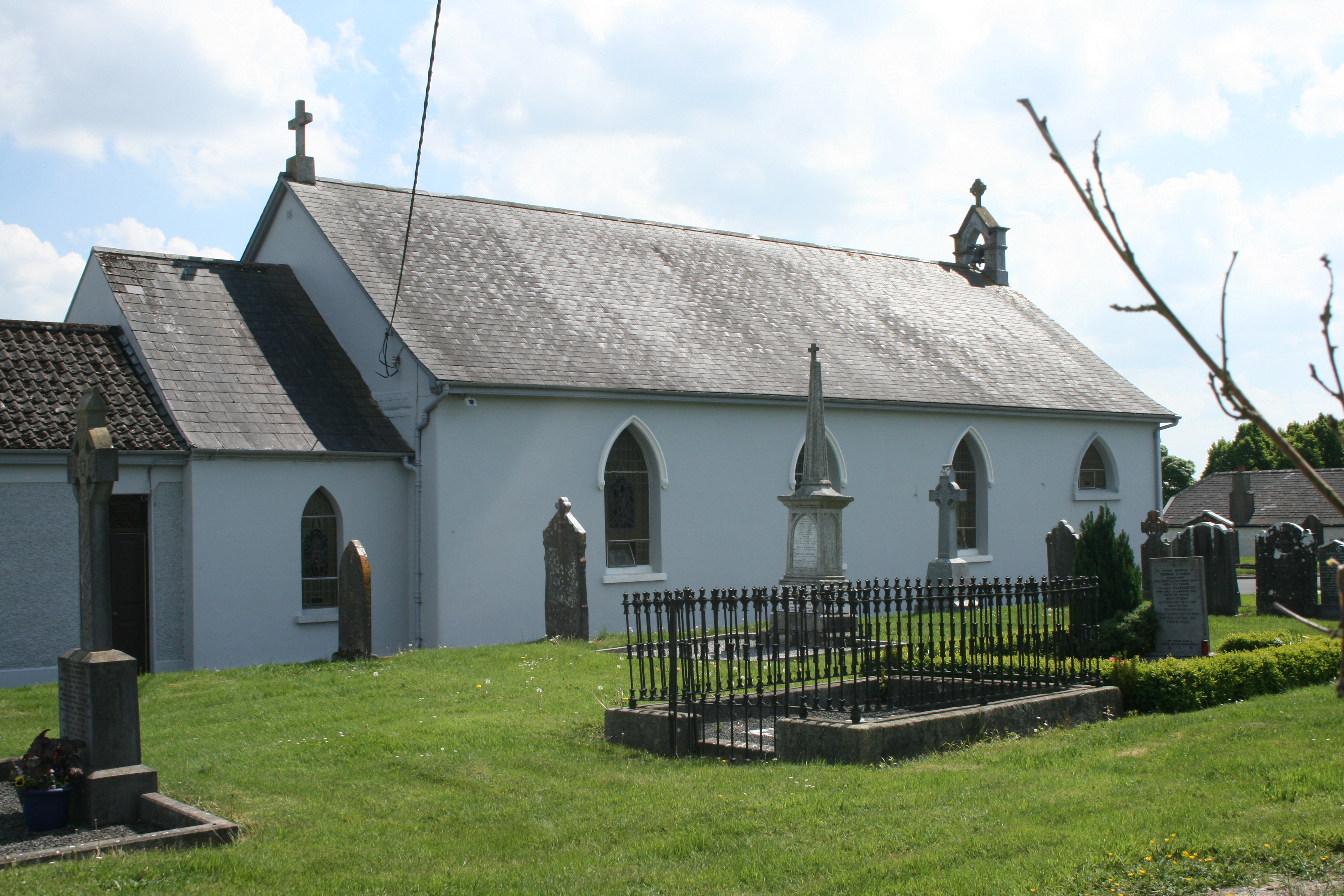
L'église St Brigid.

## Édifices religieux
Milltown fait partie de la paroisse d'Allen. L'église St Brigid est située à Milltown. L'église actuelle St Brigid a été construite en 1817. Une tablette insérée signale : Une chapelle de facilité a été érigée ici en 1817 par le révérend John Lawler P.P. et la souscription des fidèles. Elle a été rénovée et la toiture refaite en 1961. Le révérend John Lawlor, qui a érigé l'église, était curé d'Allen de 1802 à 1830. Il était originaire de Morristown dans la paroisse de Monasterevan. Une portion du pignon est d'une ancienne chapelle de l'époque antérieure se dresse encore près de l'église moderne. Une église encore plus ancienne à Milltown ou Ballymuillen est mentionnée dans la liste des églises du Dr McGeoghegan.
L'église de St Brigid a subi une rénovation majeure en 2007-2008.

## Personnalités locales
- Moll Anthony repose dans le cimetière.
- Damien Leith a grandi à Milltown.

## Sports
Milltown héberge le Milltown GAA, fondé en 1888.

## Galerie

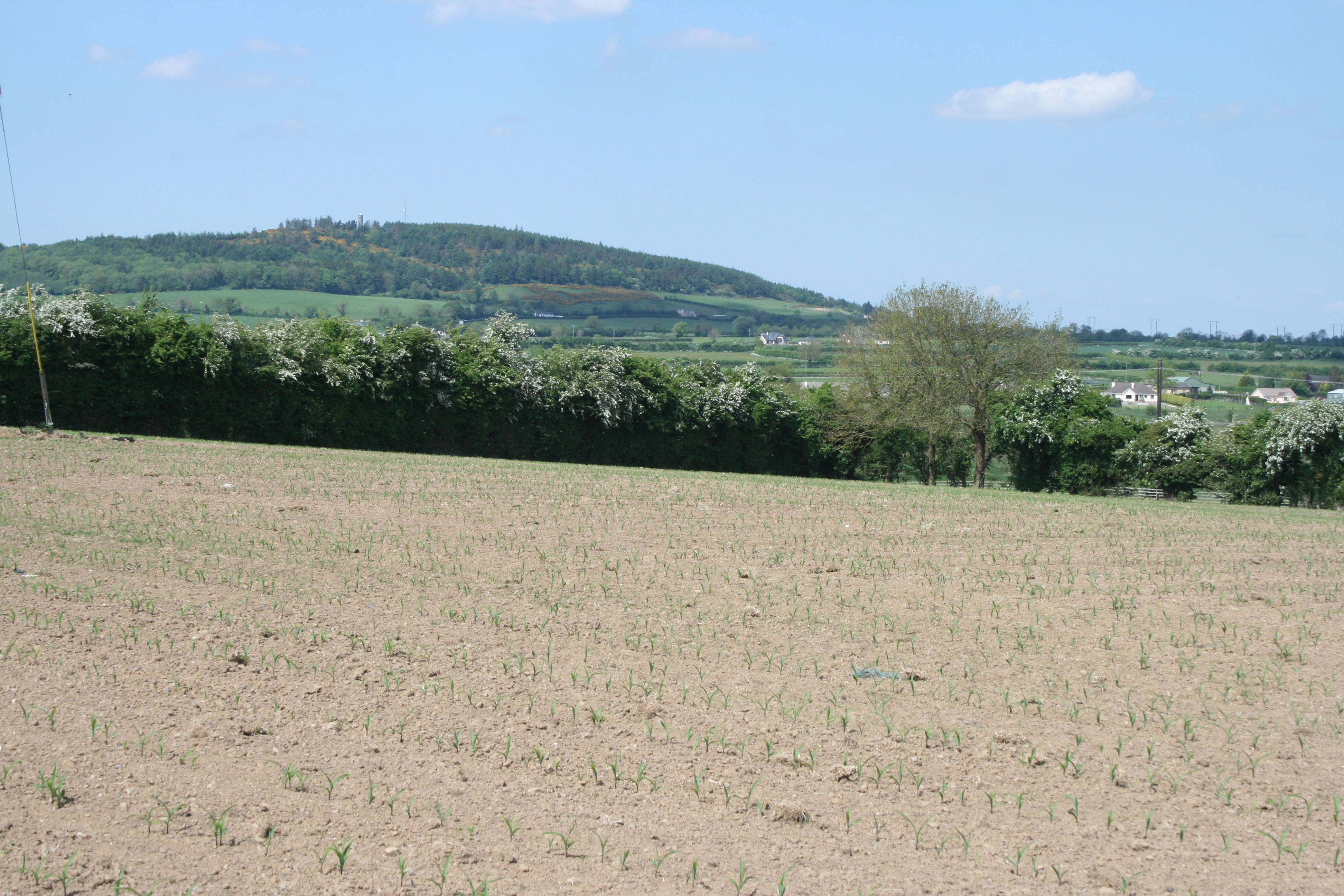
Un champ avec la colline, Hill of Allen, au lointain.
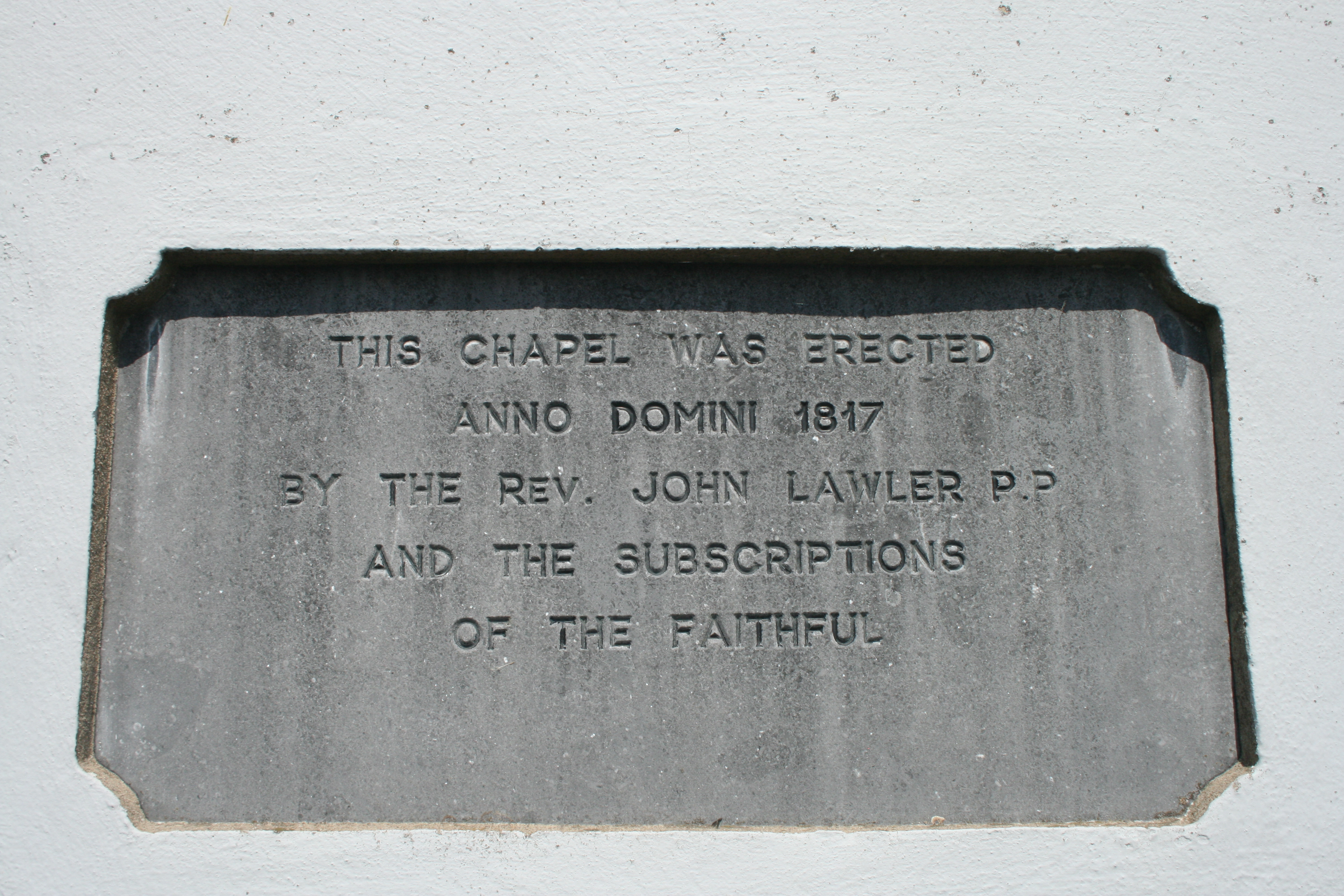
Plaque à l'église St.Brigid.
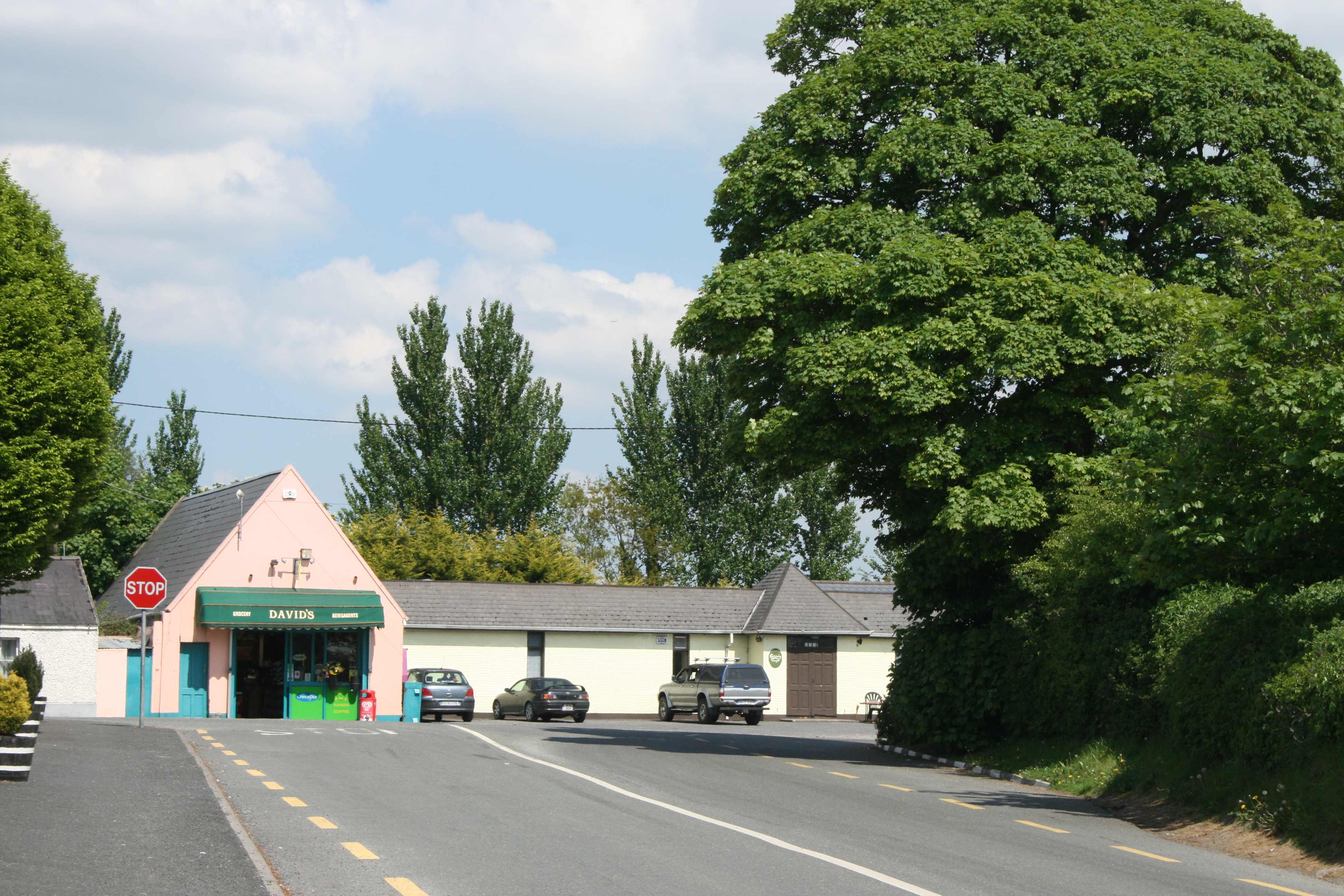
Commerce à Milltown.
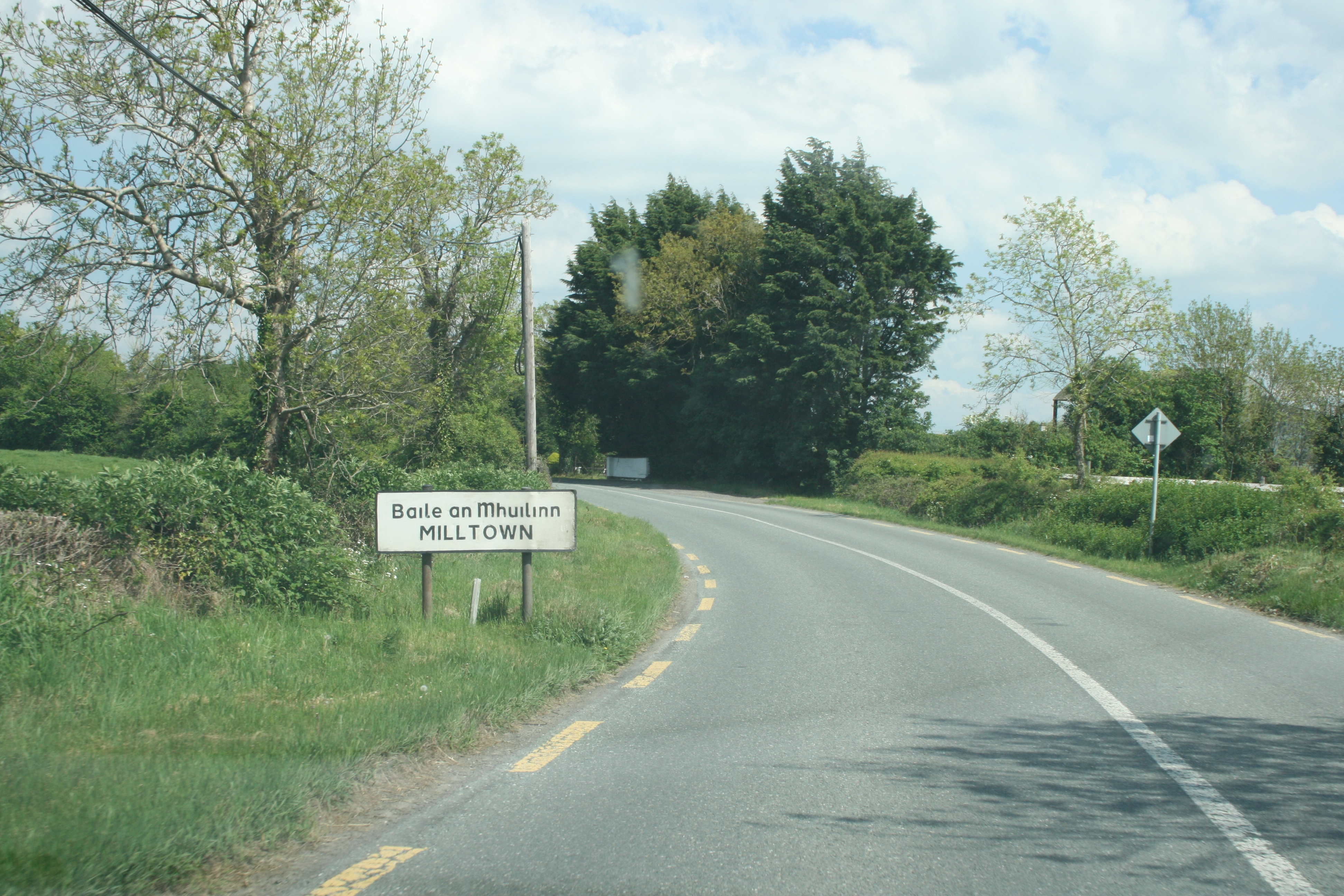
La campagne environnante.